# Шведский этап FIA WTCC
Шведский этап FIA WTCC — одно из официальных соревнований WTCC, бывший этапом чемпионата в 2007 году. Использовалась трасса Scandinavian Raceway в лене Йёнчёпинг.

## История
Шведский этап в календаре турингового чемпионата мира существовал лишь один год, заменив в календаре турецкое соревнование. Однако организаторы быстро доказали свою несостоятельность: сильные дожди, шедшие во время гоночного уик-энда, превратили обочину трассы в грязевое месиво. Любой вылет даже при целой машине грозил пилоту сходом из-за невозможности вернуться обратно.
В межсезонье велись долгие переговоры между организаторами серии и этапа, приведшие, в итоге, к отмене соревнования.

## Победители прошлых лет
| Сезон | Пилот                   | Конструктор | Трасса               | Статья |
| ----- | ----------------------- | ----------- | -------------------- | ------ |
| 2007  | Гонка 1 : Роберт Хафф   | Chevrolet   | Scandinavian Raceway | Отчёт  |
| 2007  | Гонка 2 : Рикард Рюделл | Chevrolet   | Scandinavian Raceway | Отчёт  |